# Auf Sch**ßer schießt man nicht
Auf Sch**ßer schießt man nicht ist ein deutscher Spielfilm aus dem Jahre 1969 von Hansjürgen Pohland im Gewand eines Zeitgeistporträts. In der männlichen Hauptrolle ist Götz Georges sieben Jahre älterer Bruder Jan George zu sehen.

## Handlung
Die Bundesrepublik Deutschland, zur Zeit der studentischen Protestkultur. Handlungsort ist ein Hausboot mit Castro-Porträt an der Wand. Hier ist der Treff- und Lebensmittelpunkt dreier rebellischer, junger Leute mit großer Klappe und Hippies, sprücheklopfender Gammler und Studentenprotestler. Sie alle eint die Ablehnung des Establishments und des Kapitalismus. Kriminalität gegen die Besitzenden im Lande wird als vollkommen gerechtfertigt angesehen, man schlägt sich mit Gaunereien jedweder Art – Diebstähle und Schmuggel – durchs Leben. Als ein rüdes Mädchen mit ruppiger Rockermentalität namens Claudia zu den Aussteigern in der Hausbootkommune dazustößt, beginnen die Dinge vollkommen in Schieflage zu geraten. Das Mädchen stachelt die drei Jungs dazu an, endlich mal größere Coups zu landen. Und so plant man einen Raubüberfall. Damit geraten die drei Männer und die blonde Frau in Gegensatz zu den anderen Kommunarden, und bald kommt es zum Eklat.

## Produktionsnotizen
Auf Sch**ßer schießt man nicht, Arbeitstitel Auf Scheißer schießt man nicht, passierte die FSK am 27. März 1969 und wurde am 11. Juli 1969 uraufgeführt.
Der Film wirkt auf weite Strecken drehbuchlos und verlässt sich ganz auf seinen gesellschaftskritischen Happening-Charakter. Nur wenige der Darsteller waren Profischauspieler, andere, wie der Fotograf Jan George oder der Tangerine-Dream-Musiker Edgar Froese, waren Schauspiellaien.
Berta Drews war Jan Georges Mutter.

## Kritik
„Ein gescheiterter Versuch, auf das Lebensgefühl der APO-Jahre in der Bundesrepublik Deutschland zu reagieren und zugleich wohl Godards ‚Außenseiterbande‘ zu imitieren. Nichts stimmt an diesem Kino der Künstlichkeit, dessen politische Absicht völlig fehlschlägt.“

## Einzelnachweis
1. ↑  Auf Sch**ßer schießt man nicht. In: Lexikon des internationalen Films. Filmdienst, abgerufen am 20. August 2017.